# Дом торговли (Кременчуг)
Дом торговли был построен в Кременчуге (Полтавская область, Украина) в период восстановления города после Великой Отечественной войны. До 2016 года здание, построенное в стиле сталинской архитектуры, было включено в перечень памятников архитектуры города.

## История
В 1943 году отступающими немецкими войсками было взорвано здание городской думы в Кременчуге, считавшееся в своё время лучшим подобным зданием Полтавской губернии. В советский послевоенный период началось комплексное восстановление города, разрушенного войной более чем на 90 процентов. Руины городской думы были разобраны, на их месте началось строительство нового здания в стиле Сталинской архитектуры. Здание открылось 9 июня 1961 года, в нём разместился дом торговли, на первом этаже находился ресторан «Украина».
Дом торговли стал самой поздней городской постройкой, внесённой позже в перечень памятников архитектуры Кременчуга. Более поздние здания строились в упрощённом стиле. В 2016 году со здания демонтирована советская символика: из надписи «МТ УССР»  (Министерство торговли Украинской Советской Социалистической республики) было убрано слово «УССР». Со здания была также демонтирована мемориальная доска, посвященная принятию в 1917 году в бывшем здании думы решения по установлению советской власти.
Согласно утверждённым в 2016 году охранным спискам, дом торговли более не относится к памятникам архитектуры.